# Liješnje (gmina Podgorica)
Liješnje (cyr. Лијешње) – wieś w Czarnogórze, w gminie Podgorica. W 2011 roku liczyła 84 mieszkańców.